# رالف دی. بود
رالف دی. بود (انگلیسی: Ralf D. Bode؛ ۳۱ مارس ۱۹۴۱ – ۲۷ فوریهٔ ۲۰۰۱) فیلم‌بردار اهل ایالات متحده آمریکا بود.

## فیلم‌شناسی
- در لباسی خیره‌کننده
- تب شب یکشنبه
- دختر معدنچی زغال‌سنگ
- خویشاوندی هم‌نیایی
- متهم
- پارک گورکی
- اتوبوسی به نام هوس
- بنفشه‌ها آبی هستند
- حالا که حرف سکس پیش آمد
- شرایط بحرانی